# Trải nghiệm ngoài cơ thể

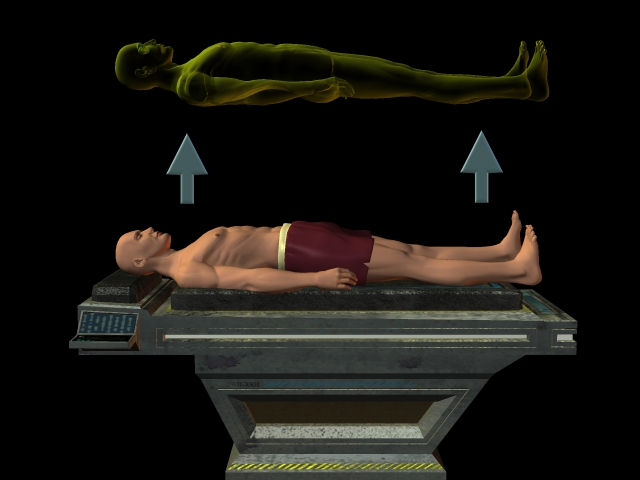
Mô tả của về giai đoạn tách rời của trải nghiệm thoát xác

Trải nghiệm thoát xác, Out of body experience (OBE hoặc đôi khi OOBE) là một trải nghiệm khi đó một người dường như nhận thức được thế giới từ vị trí bên ngoài cơ thể vật lý của họ. OBE là một hình thức nội soi tự động (nghĩa đen là "nhìn thấy bản thân"), mặc dù thuật ngữ tự động nội soi thường dùng để chỉ tình trạng bệnh lý của việc nhìn thấy bản thân thứ hai, hoặc doppelgänger.
Thuật ngữ trải nghiệm thoát xác được giới thiệu vào năm 1943 bởi GNM Tyrrell trong cuốn sách Appartions, và được các nhà nghiên cứu như Celia Green  và Robert Monroe  như là một thay thế cho nhãn lấy niềm tin làm trung tâm như "phóng chiếu", "du hành linh hồn" hay "du hành tinh thần". OBE có thể được gây ra do chấn thương não, mất cảm giác, trải nghiệm cận tử, thuốc phân ly, ảo giác, mất nước, ngủ và kích thích điện của não, v.v... Nó cũng có thể được cố tình gây ra bởi một số người. Cứ mười người sẽ có một người có trải nghiệm ngoài cơ thể một lần hoặc nhiều lần trong đời.
Các nhà thần kinh học và tâm lý học coi trải nghiệm thoát xác là những trải nghiệm riêng biệt phát sinh từ các yếu tố tâm lý và thần kinh khác nhau.

## Tự phát

### Trong khi ngủ
Những người trải nghiệm OBE đôi khi báo cáo (trong số các loại kinh nghiệm tức thời và tự phát khác) trước một trạng thái mơ mộng và khởi đầu. Trong nhiều trường hợp, những người tuyên bố đã có báo cáo OBE đang trên bờ ngủ hoặc đã ngủ ngay trước khi trải nghiệm. Một tỷ lệ lớn các trường hợp này đề cập đến các tình huống mà giấc ngủ không đặc biệt sâu (do bệnh, tiếng ồn trong phòng khác, căng thẳng cảm xúc, kiệt sức do làm việc quá sức, thức dậy thường xuyên, v.v.). Trong hầu hết các trường hợp này, các đối tượng tự nhận mình là người tỉnh táo; khoảng một nửa trong số họ có một cảm giác tê liệt khi ngủ.

### Trải nghiệm cận tử
Một dạng khác của OBE tự phát là trải nghiệm cận tử (NDE). Một số đối tượng báo cáo đã có OBE tại thời điểm chấn thương cơ thể nghiêm trọng như gần chết đuối hoặc phẫu thuật lớn. Trải nghiệm cận tử có thể bao gồm những ấn tượng chủ quan khi ở bên ngoài cơ thể, đôi khi là tầm nhìn của những người thân đã khuất và các nhân vật tôn giáo, và siêu việt của ranh giới bản ngã và không gian. Thông thường trải nghiệm bao gồm các yếu tố như: cảm giác chết; một cảm giác bình yên và không đau đớn; nghe những âm thanh phi vật lý khác nhau, một trải nghiệm ngoài cơ thể; một trải nghiệm đường hầm (cảm giác di chuyển lên hoặc qua một lối đi hẹp); bắt gặp "những sinh vật ánh sáng" và một nhân vật giống Chúa hoặc những thực thể tương tự; được đưa ra một " đánh giá cuộc sống ", và miễn cưỡng quay trở lại cuộc sống.